# 索引
索引（さくいん）とは、百科事典・学術書などの書籍や雑誌・新聞などの記事、統計、コンピュータのデータやインターネット上のWorld Wide Webにおいて、特定の項目を素早く参照できるよう、見出し語を特定の配列に並べ、その所在をまとめたもの。（加えて凡例や相互参照、限定詞のあることもある。）コンピュータで用いられる際にはインデックス (index (pl. indice))と呼ばれることもある。
インターネット上のWorld Wide Webの索引集のことを、ウェブディレクトリという。

## 書籍の索引
単一の書籍の索引は、その本の末尾に掲載されることが多い。一方、数十巻におよぶ百科事典や全集の索引は、それだけで1巻分を占めることも多く、総索引あるいは総合索引などと呼ばれる。
その歴史は活版印刷の普及に伴って始まり、目次 (table of contents) を巻頭、索引を巻末に置くようになったのもこの頃である。日本を含む東アジアでは書物に索引を付ける習はなく、中国語で索引を表す「引得」はindexの音訳として、近代に作られた用語である。
索引が付けられるのは実用書や学術書、論文集の類であり、文学作品や写真集、絵画中心の書籍には付属しない。
索引の並び順は、アルファベットの場合はアルファベット順、日本語の単語の場合は五十音順であることが多く、漢和辞典で漢字を引く際にも読み方を五十音に並べた「音訓索引」が利用されることがある。索引項目にはその単語を含むページ数が明示されており、読者は特定の用語から素早く本文の項目にたどり着くことが出来る。
取扱説明書（マニュアル）、実用書などでは用語索引の他に目的別索引、機能別索引が付属することがある。
索引項目の選定および索引の作成は編集者によって行われることが一般的であるが、読者にとって本当に必要な項目を索引として選定するには、書籍の主旨を理解していることが求められ、いたずらに索引項目を増やすことはかえって利便性を損ないかねない。また、参照ページ数が多数にわたる場合などには、特にその項目についての詳細な説明があるページ数を太字にするなどの工夫も求められる。
最近では電子組版、DTPの普及により索引の作成も機械化、自動化が進んでいる。

## データベースの索引
データベースで用いられる索引は、目的のデータが含まれているインスタンスをすばやく取り出すためのデータ構造やファイルの構造などによって実現される仕組みを指す。

## インターネットの索引
インターネット上の情報は、主にリンク集と検索エンジンの2つの方法で索引を付けることにより整理されている。前者はウェブディレクトリ、後者は検索エンジンインデックスと呼ばれる。
個々のウェブサイトやイントラネットでは、書籍の索引のようなリンク集 (サイトマップ/サイトインデックス)を提供することが多い。インターネット上の主要なウェブサイトをまとめたウェブディレクトリのようなリンク集には、階層構造で分類する種類 (タクソノミー)と、アルファベット順に並べるものがあり、両者は区別されることがある。
検索エンジンは、キーワードやメタデータを駆使して、より検索に便利な語彙を提供する。メタデータによるインデックス作成では、メタデータタグ（または「メタタグ」）フィールド内に適切なキーワードやフレーズを割り当てることで、ウェブページやウェブサイトが一覧で取得できるようにする。この方法は、検索エンジンインデックスで一般的に使用される。
オンラインで記事を掲載する新聞や雑誌などの定期刊行物の数が増えるにつれ、定期刊行物のWebサイトでもインターネットの索引がますます重要になりつつある。

## 団体
アメリカ合衆国にあるアメリカ索引家協会 (ASI) は1968年に創設された全国組織で、良質な索引の振興と優れた索引の価値に対する認識を高めるのが目的である。ASIは索引家、図書館司書、抄録作成者、編集者、出版者、データベース作成者、データサーチャー、製品開発者、テクニカルライター、学術専門家、研究者、読者、その他索引に関わる人々を対象としている。アメリカ合衆国で索引、抄録作成、情報検索に関係する進歩に貢献する唯一の団体である。 
各国の同様の団体には次がある。
- 南アフリカ書誌索引協会 (Association of Southern African Indexers and Bibliographers) (ASAIB)[7]
- オーストラリア・ニュージーランド索引家協会 (Australian and New Zealand Society of Indexers)[8]
- イギリス記録協会（英語版）(British Record Society)[9]
- 中国索引学会 (China Society of Indexers)[10]
- ドイツ索引家ネットワーク (German Network of Indexers/Deutsches Netzwerk der Indexer) (DNI)[11]
- カナダ索引家協会（英語版）(Indexing Society of Canada/Société canadienne d'indexation) (ISC/SCI)[12]
- オランダ索引家ネットワーク (Nederlands Indexers Netwerk) (NIN)[13]
- 索引家協会[14] (Society of Indexers、イギリス)